# Grytgöl
Grytgöl is een plaats in de gemeente Finspång in het landschap Östergötland en de provincie Östergötlands län in Zweden. De plaats heeft 301 inwoners (2005) en een oppervlakte van 72 hectare.